# Pancho Demmings
Pancho Demmings is een Amerikaans acteur.

## Carrière
Demmings speelt voornamelijk bijrollen als agenten, artsen en brandweermannen. Zijn bekendste rol is die van Gerald Jackson in NCIS waar hij twee seizoenen medisch assistent was van 'Ducky' Mallard. Hij speelde in tal van bekende series maar altijd als gastacteur.

## Filmografie

### Films
| Jaar | Film                        | Rol                    | Extra |
| ---- | --------------------------- | ---------------------- | ----- |
| 1992 | Equinox                     | Morgue Worker          |       |
| 1993 | The Fugitive                | Young Guard            |       |
| 1994 | The Fence                   | Russell                |       |
| 1995 | Virtual Seduction           | Waiter                 |       |
| 1996 | Humanoids from the Deep     | Activist 1             |       |
| 1997 | The Opposite of Sex         | Politieagent           |       |
| 1997 | On the Line                 | Photo Expert           |       |
| 1998 | Babylon 5: In the Beginning | Alpha 7                |       |
| 1998 | Shadow of Doubt             | Politieagent           |       |
| 1998 | Progeny                     | Officer McGuire        |       |
| 1998 | Very Bad Things             | Politieagent           |       |
| 2000 | Another Woman's Husband     | Don                    |       |
| 2001 | The Shrink Is In            | Nick                   |       |
| 2009 | Mending Fences              | Detective Dave         |       |
| 2011 | Carnal Innocence            | Sheriff Burke          |       |
| 2011 | Deadline                    | Jackson                |       |
| 2013 | The Cheating Pact           | Detective Joyce        |       |
| 2016 | Chaos                       | ?                      | Video |
| 2016 | Four Stars                  | Commander Jake Rollins |       |
| 2017 | 12 Round Gun                | Freddie                |       |

### Series
| Jaar      | Serie                                        | Rol                                    | Extra   |
| --------- | -------------------------------------------- | -------------------------------------- | ------- |
| 1993      | Missing Persons                              | James Findlay                          | 1 afl.  |
| 1995      | Space: Above and Beyond                      | Paramedic                              | 1 afl.  |
| 1995-1998 | Chicago Hope                                 | Detective / Cop / Officer              | 3 afl.  |
| 1996      | The Fresh Prince of Bel-Air                  | Handsome Man                           | 1 afl.  |
| 1996      | Lois & Clark: The New Adventures of Superman | Agent                                  | 1 afl.  |
| 1997      | Star Trek: Voyager                           | Kradin Soldier                         | 1 afl.  |
| 1997-1998 | Sabrina, the Teenage Witch                   | Witch Policeman / Motorcycle Cop       | 2 afl.  |
| 1998      | Malcolm & Eddie                              | Klant                                  | 1 afl.  |
| 1998      | Timecop                                      | Timecop                                | 1 afl.  |
| 1999      | Rescue 77                                    | Police C.D.                            | 1 afl.  |
| 1999      | L.A. Doctors                                 | E.R. Orderly                           | 1 afl.  |
| 1999      | City Guys                                    | Kenny 'Kid' Owens                      | 1 afl.  |
| 1999      | Sunset Beach                                 | Brett                                  | 1 afl.  |
| 2000      | Beverly Hills, 90210                         | Paramedic                              | 1 afl.  |
| 2000      | The Norm Show                                | Brandweerman                           | 1 afl.  |
| 2001      | The Division                                 | Officer Reeves / Plain Clothes Officer | 2 afl.  |
| 2003      | The District                                 | Officer Jimmy Upland                   | 1 afl.  |
| 2003      | Alias                                        | Security Station MP #1                 | 1 afl.  |
| 2003-2005 | NCIS                                         | Gerald Jackson                         | 15 afl. |
| 2006      | 24                                           | Marine Commander                       | 1 afl.  |
| 2006      | CSI: NY                                      | Alonzo 'Chopper' Tevis                 | 1 afl.  |
| 2007      | Bones                                        | FBI Agent Jay Ramirez                  | 1 afl.  |
| 2008      | Murder 101                                   | Dr. Connell                            | 1 afl.  |
| 2009      | Cold Case                                    | Henry 'Pops' Walters '66               | 1 afl.  |
| 2013      | General Hospital                             | Memphis Detective                      | 1 afl.  |
| 2013      | The Mentalist                                | Officer Sam Chase                      | 1 afl.  |
| 2015      | Tyler and Borelli                            | Chuck Tyler                            | 8 afl.  |
| 2016      | Tyler and Borelli New Partners               | Officer Tyler                          | ?       |
| 2017      | Ganja Delight                                | ?                                      | ?       |